# Dorohoj
Dorohoj (románul: Dorohoi) város Botoșani megyében, Moldvában, Romániában.

## Fekvése
A DN 29B úton, Botosántól 32 km-re, a Jijia folyó partján fekszik.

## Története
A települést 1407-ben említette először oklevél. Már a 14.–15. században is gyakran említették a moldvai fejedelmek krónikái. Már ekkor kereskedelmi központ és vámhely volt.
Ma is jelentős ipara van: élelmiszerüzem, ruha- és építőanyaggyár, fafeldolgozó működik itt.
Az itt összetalálkozó DN 29A és DN 29B utak által fontos közlekedési csomópont. A vasútvonal is innen indul ki Jászvásárba, Szucsávára és Botosánba.
Lakosainak száma már 1978-ban meghaladta a 19 000 főt.

## Földrajza
Dorohojt nyugatról erdős hegyek övezik, keletről lejtős síkság határolja a Prut felé.

## Nevezetességek
- Múzeum: értékes éremgyűjteményt őriznek itt.
- George Enescu (1881–1955) zeneszerző emlékmúzeuma.
- Szent Miklós templom: 1495-ben Stefan cel Mare uralkodása alatt épült, jellegzetes moldvai stílusban, bizáncias elrendezéssel. A templom belsejében az építést követő időszakból fennmaradt értékes freskók: a passió sorozat képei. A freskók fejedelmi alakjai és családtagjaik a faliképeken korabeli öltözékben láthatók.

## Testvérvárosok
- Cholet, Franciaország
- Herta, Ukrajna
- Drochia Moldova